# Ван Янь (тенісистка)
Ван Янь (нар. 1 січня 1996) — колишня китайська тенісистка.
Найвищу одиночну позицію світового рейтингу — 359 місце досягла 23 березня 2015, парну — 220 місце — 1 травня 2017 року.
Здобула 2 одиночні та 4 парні титули туру ITF.

## Фінали ITF

### Одиночний розряд (2–1)
| Легенда         |
| --------------- |
| турніри $60,000 |
| турніри $25,000 |
| турніри $10,000 |

| Фінали за покриттям |
| ------------------- |
| Тверде (2–1)        |
| Ґрунт (0–0)         |
| Трава (0–0)         |
| Килим (0–0)         |

| Результат | Ранг | Дата          | Турнір                      | Покриття | Суперниця     | Рахунок       |
| --------- | ---- | ------------- | --------------------------- | -------- | ------------- | ------------- |
| Поразка   | 1.   | 7 червня 2014 | ITF Таракан, Індонезія      | Тверде   | Чжу Лінь      | 6–4, 0–6, 2–6 |
| Перемога  | 1.   | 10 липня 2016 | ITF Кімчхон, Південна Корея | Тверде   | Park Sang-hee | 4–6, 6–2, 6–4 |
| Перемога  | 2.   | 16 липня 2016 | ITF Кімчхон                 | Тверде   | Choi Ji-hee   | 6–4, 7–6(1)   |

### Парний розряд (4–4)
| Легенда         |
| --------------- |
| турніри $50,000 |
| турніри $25,000 |
| турніри $15,000 |
| турніри $10,000 |

| Фінали за покриттям |
| ------------------- |
| Тверде (4–3)        |
| Ґрунт (0–0)         |
| Трава (0–1)         |
| Килим (0–0)         |

| Результат | Ранг | Дата            | Турнір                  | Покриття | Партнерка        | Суперниці                      | Рахунок             |
| --------- | ---- | --------------- | ----------------------- | -------- | ---------------- | ------------------------------ | ------------------- |
| Поразка   | 1.   | 24 березня 2014 | ITF Шеньчжень, КНР      | Тверде   | Гай Ао           | Хань Сіньюнь Чжан Кайлінь      | 0–6, 3–6            |
| Перемога  | 1.   | 11 серпня 2014  | ITF Стамбул, Туреччина  | Тверде   | Ю Сяоді          | Гао Сіню Ян Чжаосюань          | w/o                 |
| Поразка   | 2.   | 25 серпня 2014  | ITF Анталія, Туреччина  | Тверде   | Ян Чжаосюань     | Альона Фоміна Крістіна Шаховец | 3–6, 1–6            |
| Перемога  | 2.   | 22 вересня 2014 | ITF Анталія, Туреччина  | Тверде   | Ю Сяоді          | Гаррієт Дарт Джессіка Сімпсон  | 6–1, 3–6, [10–8]    |
| Поразка   | 3.   | 15 березня 2015 | ITF Мілдьюра, Австралія | Трава    | Тянь Жань        | Кувата Хірото Танака Юкі       | 2–6, 0–6            |
| Поразка   | 4.   | 20 вересня 2015 | ITF Анталія             | Тверде   | Агата Бараньська | Ілзе Хаттінг Шанталь Шкамлова  | 6–7(3), 6–3, [2–10] |
| Перемога  | 3.   | 6 березня 2016  | ITF Нанкін, КНР         | Тверде   | Лі Їхон          | Чень Цзяхуей Сінь Юань         | 6–2, 6–3            |
| Перемога  | 4.   | 28 травня 2016  | ITF Tianjin, КНР        | Тверде   | Лі Їхон          | Лю Ваньтін Лу Цзінцзін         | 1–6, 6–0, [10–4]    |